# 日本アンゴラ種

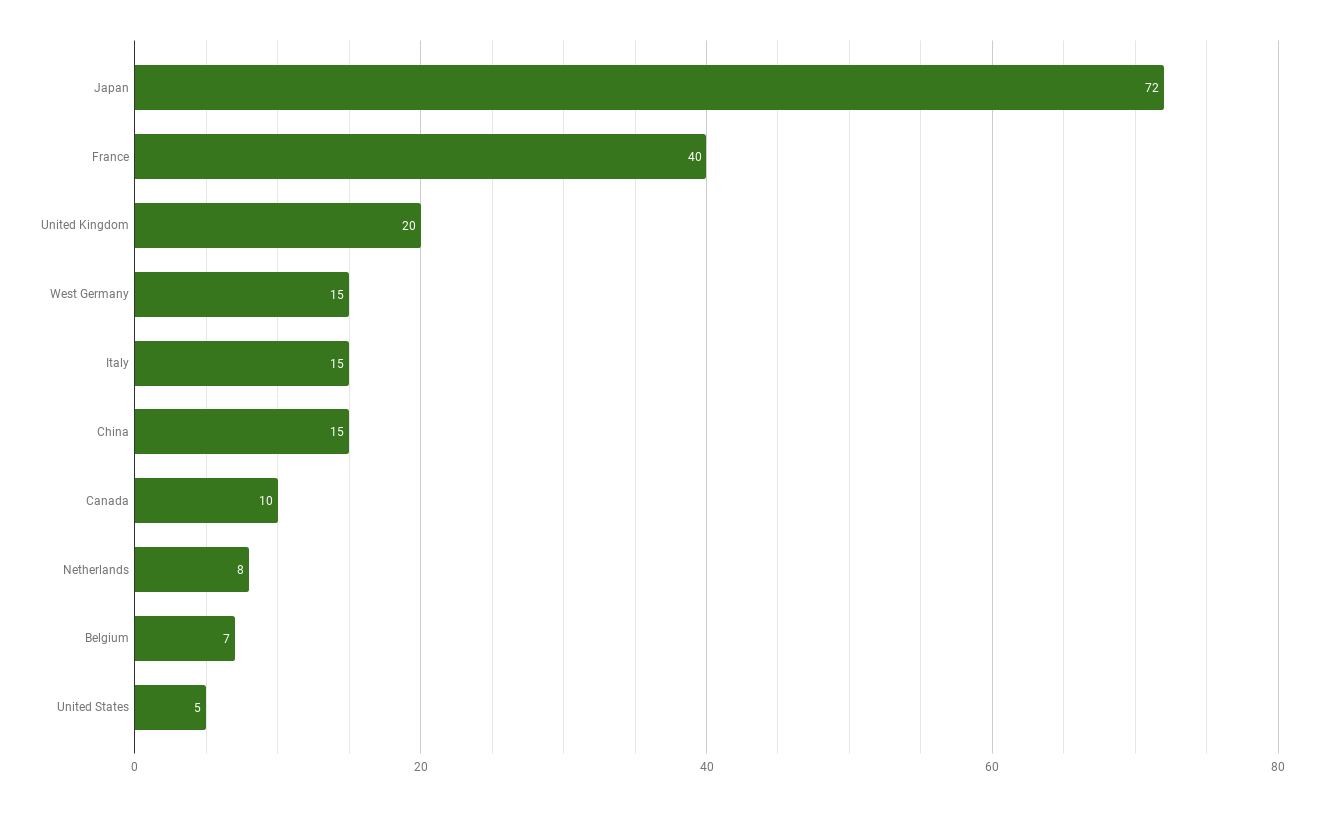
1960年（昭和35年）1月 海外諸国におけるアンゴラウサギの飼育概数（単位：万匹）各国大使館年次統計資料に基づき調査

日本アンゴラ種（にほんアンゴラしゅ）は、被毛利用を目的として日本で独自に改良されたカイウサギ、アンゴラウサギの品種。
日本白色種と同様、白い毛に赤い目のアルビノを固定させた品種であり、雪白色の被毛、清玲石竹色の目と称された。イギリス系のアンゴラウサギ、ローヤルアンゴラ種を基に、フランス系アンゴラ、カナダ系アンゴラ3品種の優欠点を取捨選択して改良されたのが本品種である。。
アンゴラウサギの品種としてはアメリカのウサギ協会、アメリカン・ラビット・ブリーダーズ・アソシエーション（ARBA）で公認されているイングリッシュアンゴラ・フレンチアンゴラ・サテンアンゴラ・ジャイアントアンゴラの4品種がよく知られているが、日本アンゴラ種はジャイアントアンゴラと同じ採毛を目的とした毛用種で、アンゴラ兎毛と呼ばれる長い被毛を毛糸や毛織物の素材として利用するために改良された家畜・産業動物であり、主に愛玩を目的として改良された他の3品種とは改良目的が異なっている。
昭和初期にはじまった採毛を目的としたウサギの飼育、採毛養兎の普及によって、1960年（昭和35年）には国内の飼育数が約72万匹となり、フランスの約40万匹を大きく上回って、日本がアンゴラウサギの飼育数世界一となった。
しかし昭和30年代、日本はアンゴラ兎毛の輸出国から輸入国に転換し始めており、中国やフランスなどからの輸入や、農業経営の変化により日本の採毛養兎は徐々に衰退していった。日本アンゴラ種は、日本がかつて世界有数のアンゴラ兎毛の生産国であったことの生きた証拠でもある。

## 概要

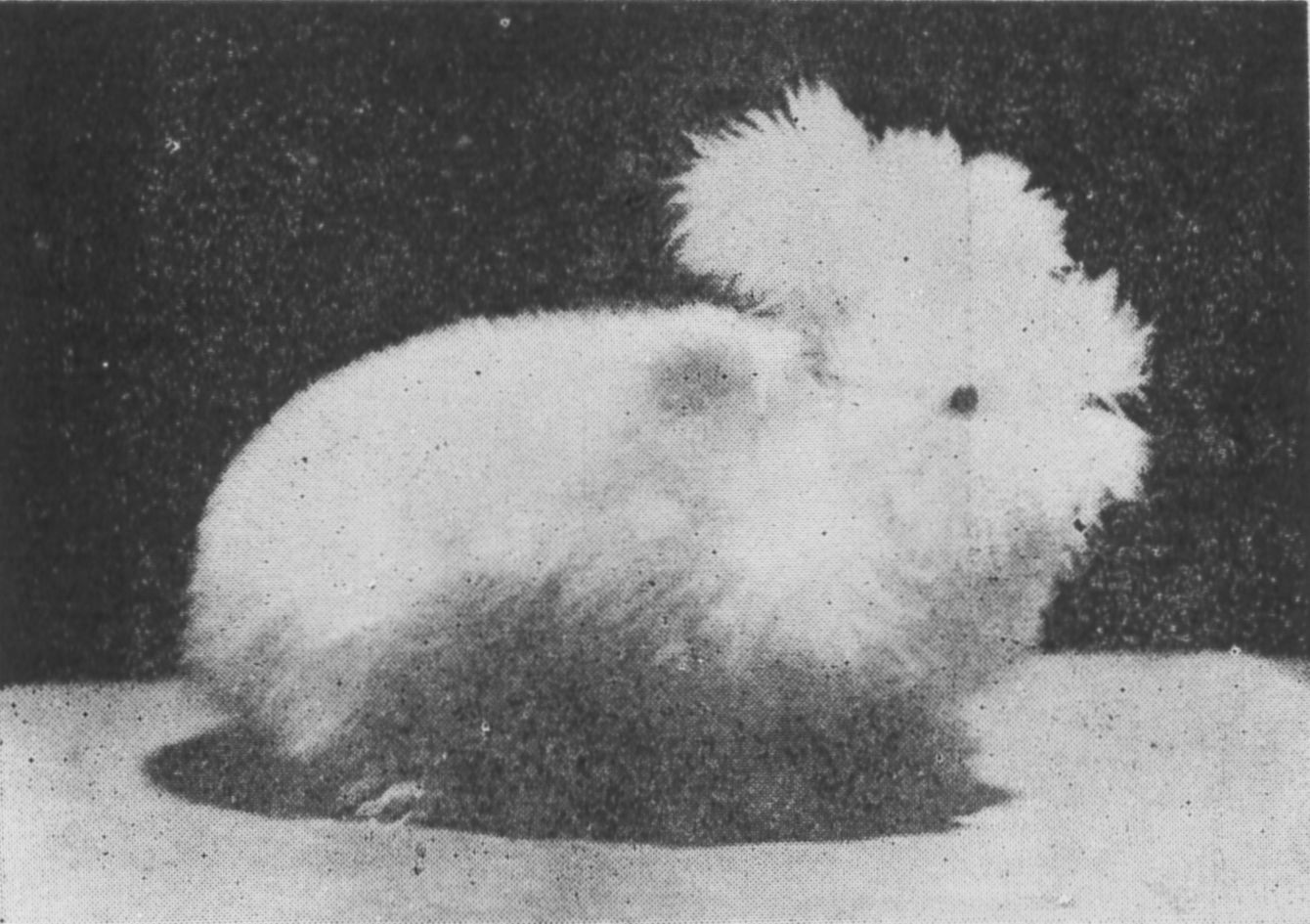
「日本アンゴラ種」命名以前、昭和24年に作られたアンゴラ日本種（ローヤルアンゴラ種とカナダ系アンゴラの交配種）

1925年（大正14年）にイギリスからローヤルアンゴラ種が輸入されて以降、日本の採毛養兎は主にローヤルアンゴラ種の飼育、改良によって発展してきた。1935年（昭和10年）ごろに日本で飼育されていたアンゴラウサギの9割がローヤルアンゴラ種で、残り1割がフランス系アンゴラとカナダ系アンゴラだったといわれる。
「日本アンゴラ種」と命名されたのは戦後の1951年（昭和26年）だが、それ以前から改良が進んでいた。輸入当初のローヤルアンゴラ種が体重2.5キログラム前後、年間産毛量250グラム前後であったのに対し、1938年（昭和13年）ごろの千葉畜産試験場調査では体重3.0キログラム前後、年間産毛量350グラム前後となっている。
動植物の品種改良の方法として、二十世紀初頭からメンデルの法則に基く科学的な改良が行われるようになっていたが、国内のウサギの品種改良に関しては、1948年（昭和23年）に国立の種兎繋養牧場、長野種畜牧場がウサギの研究、改良を開始するまで公的なウサギの研究機関がほとんど無かったこともあり、学術的、組織的な研究は進んでいなかった。そのため実際に行われた改良の多くは、ローヤルアンゴラ種にフランス系アンゴラ、さらにカナダ系アンゴラを交配し、昔ながらの経験に基いた「良い親からは良い子」式のやり方で、毛質の良いもの、毛の密度の高いもの、体の大きいものを選りすぐることで日本アンゴラ種が成立したと考えられている。
戦後は各地で組合が作られて血統登録を行い、組織的な品種改良が行われるようになったため飛躍的に改良が進んだ。毛質もローヤルアンゴラ種の特徴である細く柔らかいものから、戦後の主要な輸出先であったアメリカの需要に合わせて、やや太めで張りと弾力のあるものに改良された。1965年（昭和40年）開催の福島県畜産共進会に出品された優秀な日本アンゴラ種の平均体重は、雄4.1キログラム、雌4.4キログラム、もっとも大きなものは5.23キログラムに達し、年間産毛量が700グラムにおよぶウサギもいた。また、毛質に優れ産毛量も多い日本アンゴラ種の優良種兎は海外からも需要があり、昭和50年代に海外へ出荷されている。
しかし、国内では採毛養兎の衰退とともに数を減らし、2017年（平成29年）5月の時点で確認されている飼育数は、兵庫県神戸市の六甲山牧場を中心として兵庫県内に約30匹となっている。小規模な集団で近親交配を繰り返しているため近交係数も高くなっており、絶滅の危機に瀕しているといえる状況であるが、人工的に作り出された品種であるため絶滅危惧種の対象外である。六甲山牧場では、兵庫県内の農場や愛好者らと協力して保存活動を行っている。

## 特徴

### 外観
1950年（昭和25年）の改良目標検討時、風貌として「イギリス系に似たもの」という記載もあり、ローヤルアンゴラ種の特徴を多く残した外観をしている。
- 頭は広く、頸は短い。顔は広く、短く、額毛、頬毛がともに豊富。
- 耳は立ち耳、短めで厚くなく、綿毛で覆われ、先端に房毛がある。
- 全身、四肢の末端までやわらかい綿毛で覆われている。
- 色は白い毛に赤い目のアルビノのみ。

### 被毛
綿毛・粗毛・刺毛の3種類に分類される。
- 綿毛：やわらかく、波状になっていてもつれやすい。緬毛ともよぶ。
- 粗毛：毛の先の方がまっすくでかたく、下半分がやわらかく、綿毛のように波状になっている。移行毛ともよぶ。
- 刺毛：かたく、太く、まっすぐで、人の毛のようなもの。飛毛ともよぶ。

この中で綿毛がもっとも多く、刺毛は綿毛の3 - 5パーセント、粗毛は綿毛の1 - 2パーセント程度。綿毛の繊度（太さ）は約16マイクロメートルと、ローヤルアンゴラ種の約13マイクロメートルと比較してやや太めでフランス系アンゴラに近く、紡績に適したローヤルアンゴラ種の縮絨性と、フランス系アンゴラのような触感をもつ。また、被毛を太めにしたことにより飼育時にフェルト化し難くなり、生産性の向上につながっている。

### 産毛量
採毛を目的とした毛用種であるため、被毛の品質とともに産毛量の増加に重点が置かれた。調査した年、調査機関の違いにより差があるが、ローヤルアンゴラ種と比較しておよそ2倍に増加している。
- 1959年 - 1962年（昭和34年 - 37年）の長野種畜牧場調査では年間産毛量500グラム前後[11]。
- 1967年（昭和42年）ごろには年間産毛量600グラム以上のウサギも多くなっている[11]。
- 1979年（昭和54年）の岩手県養兎家による日本アンゴラ種5匹とドイツ系アンゴラ5匹を用いた産毛量調査[21]。
  - 日本アンゴラ種：年間産毛量452 - 574グラム（平均524.4グラム）
  - ドイツ系アンゴラ：年間産毛量507 - 615グラム（平均567.4グラム）
- 昭和50年代の年間産毛量は320 - 480グラム[2][22]。

### 体重
昭和50年代の標準的な成兎の体重は3.0 - 3.6キログラム。

## 改良目標と審査標準
戦前、アンゴラウサギの審査にはイギリス、フランス、アメリカなど海外で作られた審査標準がそのまま使われていたが
、戦後の1950年（昭和25年）春、農林省毛皮獣係官の斡旋で創立されたアンゴラクラブにより改良目標が定められ、同時に日本独自の審査標準が作られた。さらに1965年（昭和40年）2月、農林省によって改良目標が定められ、品種改良を目的とした種兎登録のための統一登録基準と統一審査標準が作られている。

### 昭和25年（アンゴラクラブ）

#### 改良目標
作成にあたり留意されたのは以下の5点。
1. 体重の増大により産毛量を増し、1頭当りの収益を高めること
2. 毛の繊度を英国系より太めにすること
3. 毛の縮絨性を高めるためにクリンプ（縮れ）を多くすること
4. 刺毛の混合割合（重量比）を限定すること
5. 胴のよく伸びた体躯の大きいものにすること

体重について
- 雄：満8ヶ月で7ポンド（約3.2キログラム）以上、満12ヶ月で9ポンド（約4.1キログラム）以上
- 雌：満8ヶ月で7.5ポンド（約3.4キログラム）以上、満12ヶ月で9.5ポンド（約4.3キログラム）以上

被毛について
- 産毛量は1ポンド（約450グラム）以上、毛質は繊度80番手（16マイクロメートル）内外とする
- クリンプは1インチ（約2.5センチメートル）につき10個内外とする
- 綿毛に対する刺毛割合は5パーセント以内とする
- 品質は特有の光沢を有し、強靭なるものとする

外貌について
- 体質強健発育良好にして、胴伸び良く、頭部および四肢は綿毛に被われ、品位に富み、性徴顕著なるもの。

#### 審査標準
年間産毛量は体重の1割以上を標準とする。
外貌（25点）・被毛（55点）・体重（20点）の3項目からなる。

### 昭和40年（農林省）

#### 改良目標
1. 毛の密度を高めるとともに均一化を図ること
2. 前躯、特に胸幅の広いものに改良すること
3. 体質強健で、体積に富むものに改良すること
4. 綿毛に対する刺毛の混合率（重量比）5パーセント以下で、綿毛の太さは80番手（16マイクロメートル）内外とするよう改良すること
5. 年間の産毛量が600グラム以上、生後8ヶ月時の体重が、3.5キログラムとなるように改良する。年5回、約75日間隔の採毛で1回平均120グラム、年間産毛量600グラム以上を目標とした。

#### 統一審査標準
被毛は白色優美で均一に密生し、成兎の体重は4.0キログラム以上、年間産毛量は体重の1割以上を標準とする。一般外貌（30点）・被毛（50点）・体重（20点）の3項目からなり、統一登録基準での種兎の登録には80点以上であることが条件の1つとされた。

## 歴史

### 明治期
1871年（明治4年）の博覧会でアンゴラウサギが出陳されており、1892年（明治25年）には東京の養兎家、伊坂源次郎、清水貞蔵などによりフランス系アンゴラの剪毛が行われ、その兎毛を使用して王子紡織会社で織られた白羅紗が明治天皇に献上されたという記録があることから、少数の輸入、飼育は行われていたようである。
また、1897年（明治30年）6月、埼玉県北埼玉郡に兎毛織物工場が建設され、フランス製の紋織機を導入して兎毛織物の製造に着手したという記録もあるが、国内での需要は少なく事業は長続きしなかった。そのため、原料となるアンゴラ兎毛を生産するための採毛養兎も普及しなかった。

### 大正期
1920年（大正9年）、農林省千葉畜産試験場がイギリスからアンゴラウサギの種兎4匹を輸入して飼育の研究を始めたが成果が上がらず、種兎4匹も数年で亡くなってしまった。しかし、その後も研究は続けられ、農林省農務局副業課により「アンゴラ兎及其兎毛に就テ」という調査書が作成された。時期は明確ではないが1926年（大正15年）頃と伝えられている。内容は海外の出版物を翻訳したもので、来歴及用途、体型一般、飼育管理、毛質採毛並に其の利用、販売及収支の一例、審査法、結論の諸項目が並べられ、結論として「種兎の供給、生産物の処理の点を考慮し、適当なる指導を怠らざれば農村と都会とを問わず、又婦女子にも行い得る副業として適当なるを認む」と結ばれていた。

#### 志保井雷吉

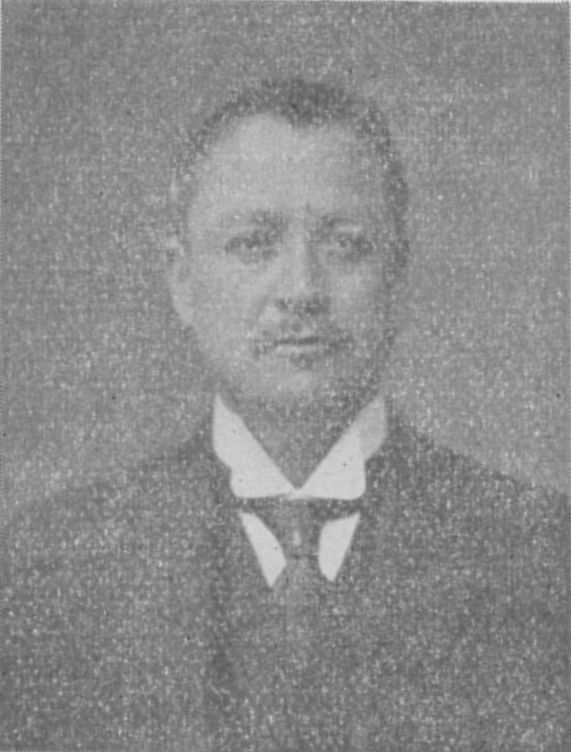
志保井雷吉

志保井雷吉は1902年（明治35年）に高田商会へ入社し、大正初期から中国大陸での羊毛の買い付けと、日本への輸送に携わっていた。明治時代、洋装の普及や、軍服への利用のため毛織物の需要が高まり、日本でも毛織物産業が発達したが、国内で牧羊は普及しておらず、原料となる羊毛は輸入に頼っていた。しかし第一次世界大戦後、ヨーロッパ各国は自国産業の復興に注力するようになり、イギリスも日本への羊毛の輸出を制限したため、国内の毛織物工場は羊毛の調達に苦労するようになった。そんな中、上海支店長だった志保井は、安価、かつ継続的な日本への羊毛供給を目的として「支那羊毛改良会社」の設立を計画する。しかし、1922年（大正11年）に締結された山東還付条約の影響を受けて計画は水泡に帰し、間もなく志保井も本店へ転任となり帰国した。
1924年（大正13年）、本店機械部長となっていた志保井はイギリスへ出張した際、第一次世界大戦後にイギリス政府の保護事業として発展していた採毛養兎を見学し、羊毛に代わる繊維資源としてのアンゴラ兎毛に着目する。志保井は採毛養兎についての調査・研究の末、品種改良で生み出されて間もないローヤルアンゴラ種の輸入を計画し、翌1925年（大正14年）に再び渡英すると、ローヤルアンゴラ種の種兎4番（つがい）8匹を購入して海路日本へ送った。そして長い航海の間にインド洋上で2匹、香港から上海へ向かう途上で1匹を失い、同年6月14日に5匹のアンゴラウサギが日本へたどり着いた。日本の採毛養兎はこの5匹から始まったと考えられている。記録によると、英人エー・エンド・テマーナ氏繁殖純粋ローヤルアンゴラ種
- 「太郎サン」1925年1月27日生
- 「大サン」1924年8月21日生
- 「あやめ」1924年2月18日生
- 「すみれ」1924年5月15日生

外1頭安着せりとある。
この5匹の種兎は神奈川県三浦郡浦賀町、現在の神奈川県横須賀市に設立された志保井ローヤルアンゴラ兎研究所で飼育され、翌1926年（大正15年）には四十余匹に、1927年（昭和2年）末には百数十匹に殖えた。

#### 大江禮

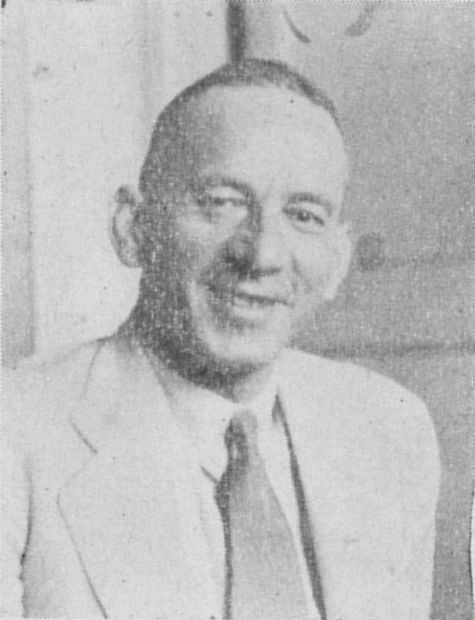
大江禮

志保井雷吉と前後して、神戸の貿易商大江禮がイギリスから雄3匹、雌17匹のアンゴラウサギ（品種不明）を輸入、大江アンゴラ商会を設立して、兵庫県神戸市西垂水の大江垂水種兎場で飼育を始めている。輸入した年については2説あり、1935年（昭和10年）の記録では「志保井雷吉より早く、1924年（大正13年）6月」、1938年（昭和13年）の記録では「志保井雷吉より半年ほど後」となっている。どちらも大江禮本人への取材に基づいた記録であるが、輸入当時の資料がないためどちらが正しいかは不明である。
1929年（昭和4年）夏には、横浜で絹靴下の製造輸出を行っていた田中毛糸株式会社社長、田中新七が大江アンゴラ商会に出資して共同経営者となり、大江田中アンゴラ商会と改称すると垂水の養兎場を拡充した

大江は小鳥の輸入販売で財を為した人物で、アンゴラウサギを輸入した理由も志保井とは異なり、愛玩を目的としての輸入であった。後年「私は何気なく英字新聞を読む中に、ふとアンゴラの記事を発見しました。動物はむしょうに好きだし、アンゴラウサギの可憐な姿にすっかり引きつけられて、何事を考える余裕もなく英国へ注文したものです」と述懐している。

### 昭和期

#### 戦前 - 戦中

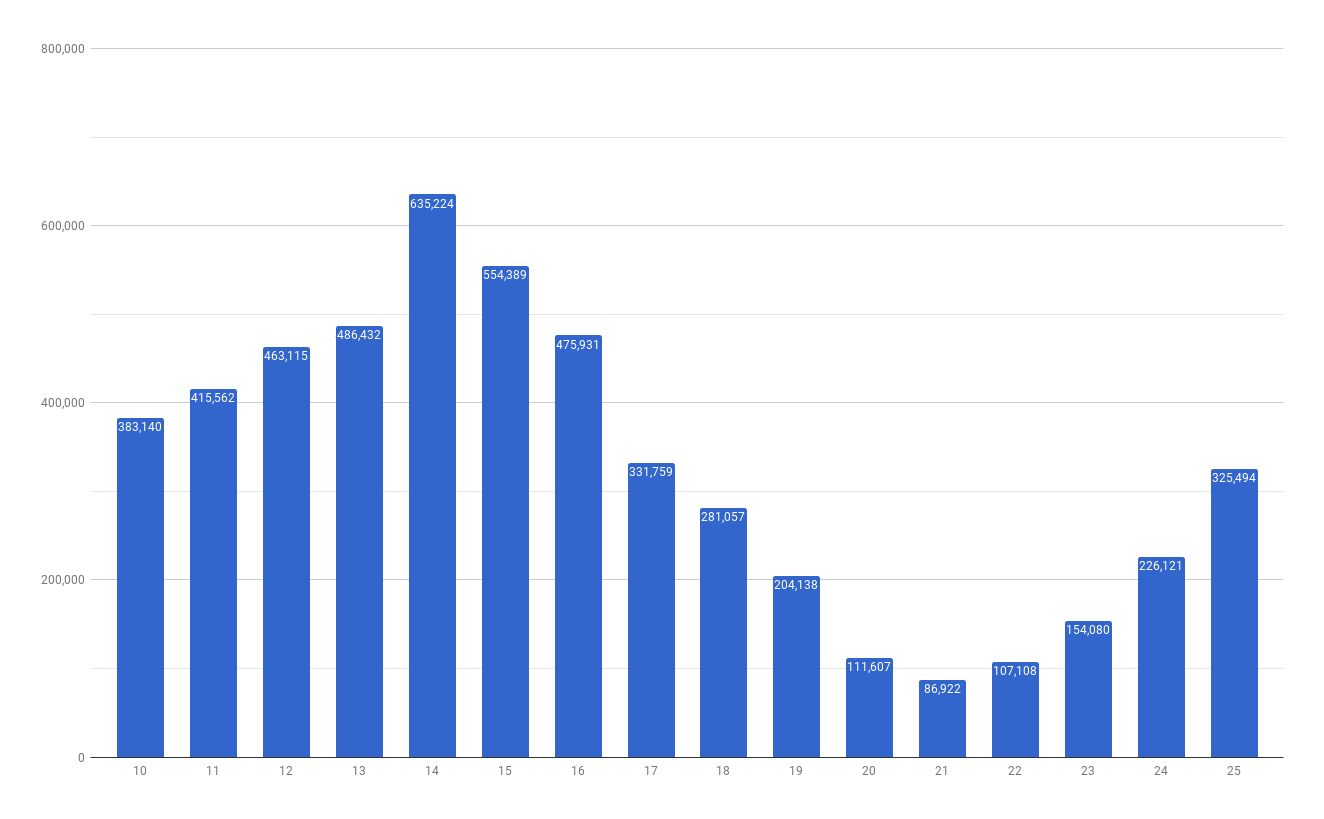
昭和10 - 25年 アンゴラウサギ飼育数 農林統計表より

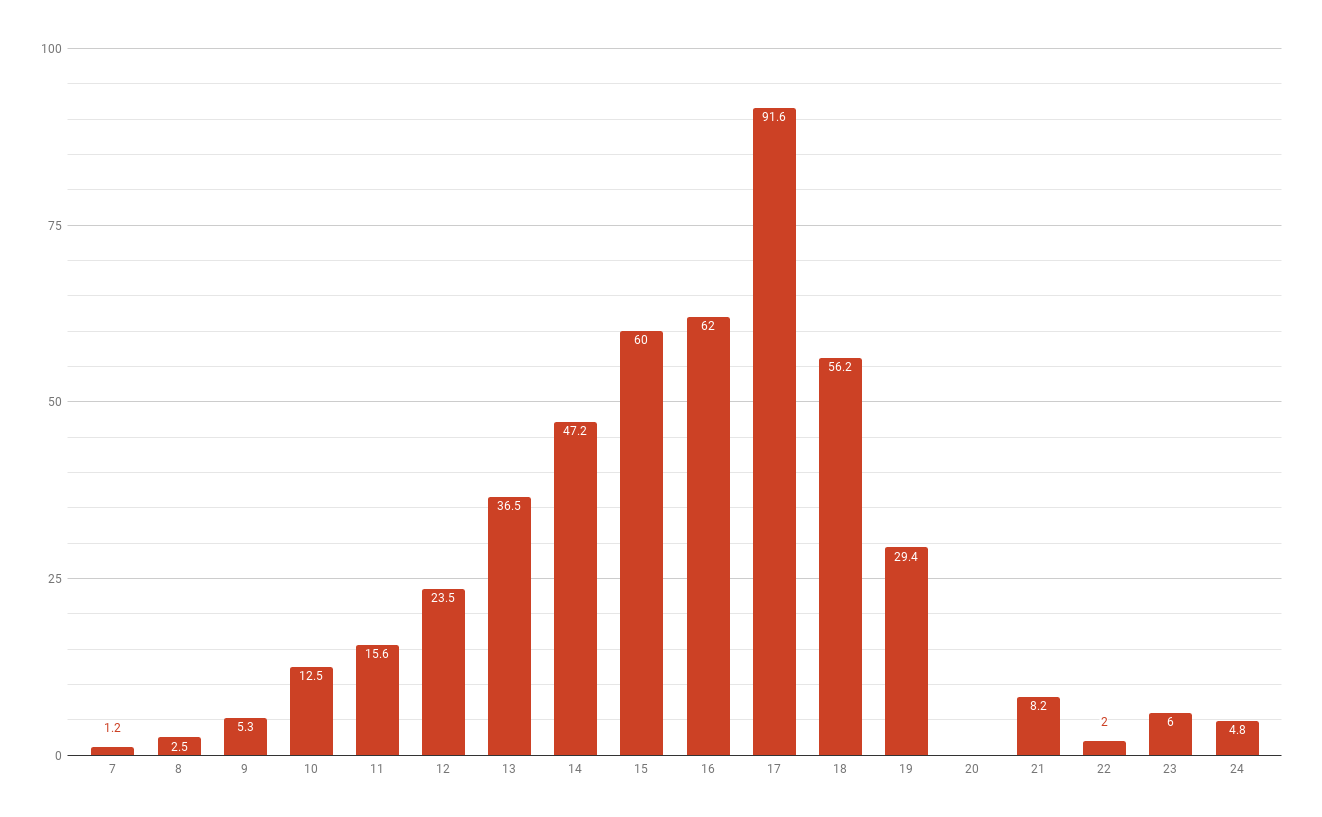
昭和7 - 24年 東京アンゴラ兎毛株式会社収毛実績 全国の産毛の約80%（単位：トン）昭和20年は数量不明、24年は5月末まで

アンゴラ兎毛による新興産業の普及を考えていた志保井雷吉は1927年（昭和2年）に東京高等工業学校、現在の東京工業大学に兎毛の加工試験を依頼したが、関東大震災で必要な機械が焼失していたため実現せず、やむなく、国内で兎毛加工による需要が高まるまでの前段階として兎毛の海外輸出を始めた。志保井ローヤルアンゴラ兎研究所や大江田中アンゴラ商会に続き、1929年（昭和4年）ごろまでに各地でアンゴラウサギの飼育場が建設され、種兎の輸入や採毛養兎を始める者もいたが、やはり国内に兎毛の需要が無かったため、収入を得るにはイギリスなど海外への兎毛輸出か、種兎の販売しかない不安定なものだった。
そして1929年（昭和4年）10月発売の雑誌『主婦の友』11月号に掲載された記事「新副業純毛種アンゴラ兎の飼ひ方」を発端として、採毛を目的としないアンゴラウサギの投機的流行、いわゆる「アンゴラ狂乱」がはじまり、海外から多くの種兎が輸入され高値で売買されるようになる。しかし、不当な価格のつり上げや、他品種との交雑種など種兎として相応しくないウサギを売る悪質な業者の増加、アンゴラウサギの売買に夢中になるあまり本業を疎かにする者が続出するなど経済に悪影響を与えたため、1931年（昭和6年）春に農林省副業課から全国に「アンゴラ達示」が回付された。内容は「アンゴラウサギの飼育は副業に適さず、農林省としては勧められない」という趣旨のもので、これにより投機的流行は一気に沈静化した。しかし、これで悪質な業者は姿を消したが、堅実な産業としての採毛養兎を目指していた養兎業者には痛手となる。同年8月、養兎業者が団結して全日本アンゴラ協会を創立し、農林大臣宛に陳情書を提出するなどの活動をしたが成果は得られず、協会の活動も長くは続かなかった。
そんな中、1932年（昭和7年）4月に東京アンゴラ兎毛株式会社が設立された。同社はアンゴラ兎毛の有用性を認めて兎毛工業に乗り出した鐘淵紡績株式会社、後のカネボウと共にアンゴラ兎毛の買い付けを開始し、同時にイギリスからローヤルアンゴラ種の種兎400匹を輸入、東京アンゴラ兎毛は神奈川県大和市南林間に、鐘紡は大分県別府市にそれぞれ大規模な飼育場を建設してアンゴラウサギの飼育を始めた。さらに、それまで高価だったアンゴラウサギの種兎を低価格で販売して農家の副業としての採毛養兎を後押しした。こうして兎毛工業の基盤が整いはじめ、採毛養兎が安定した収入が得られる堅実な産業として社会に認められるようになると、アンゴラウサギによる採毛養兎は急速に普及していった。1932年（昭和7年）に約1万2000匹だった飼育数は1939年（昭和14年）には約63万匹に達している。また、1934年（昭和9年）5月24日には農林省がアンゴラウサギ奨励の通達を出し、採毛養兎が有望な産業として国に認められている。

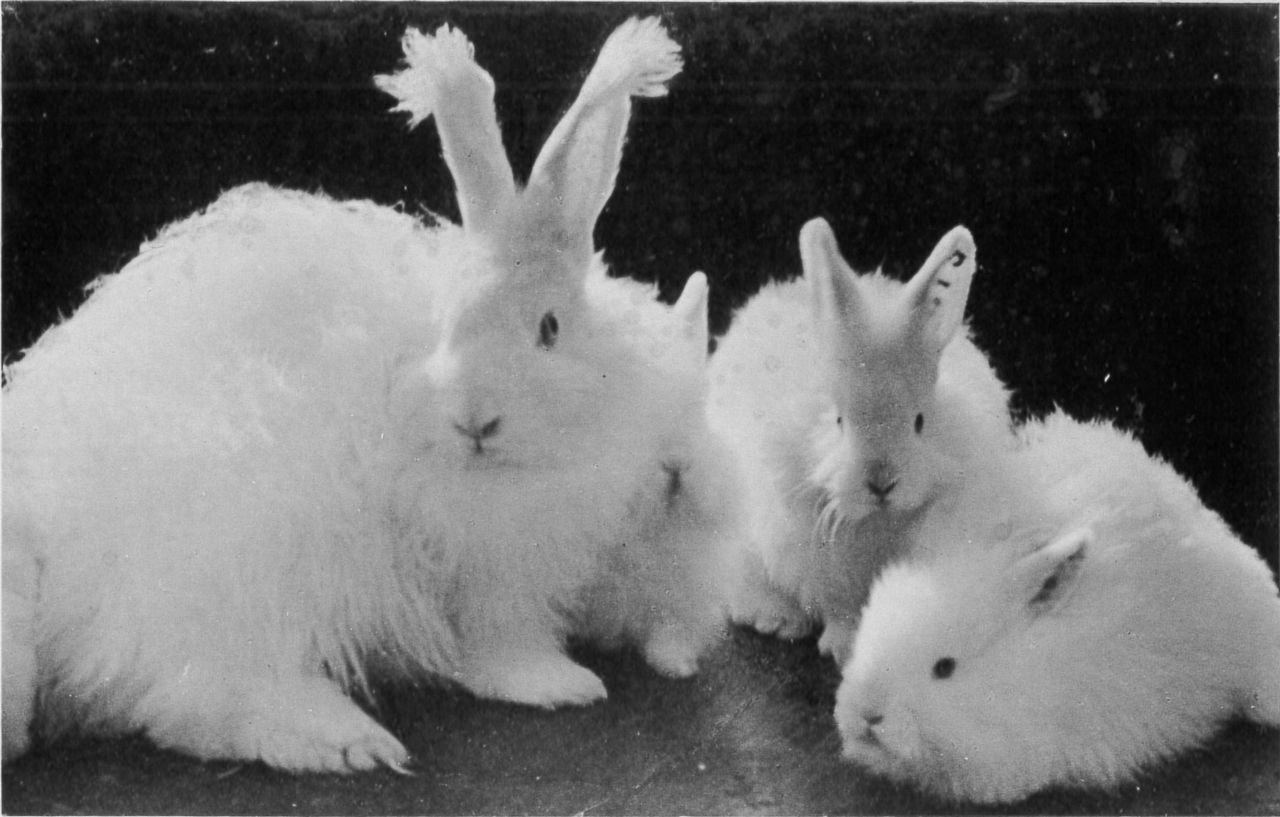
鐘紡別府種牧場 アンゴラウサギ
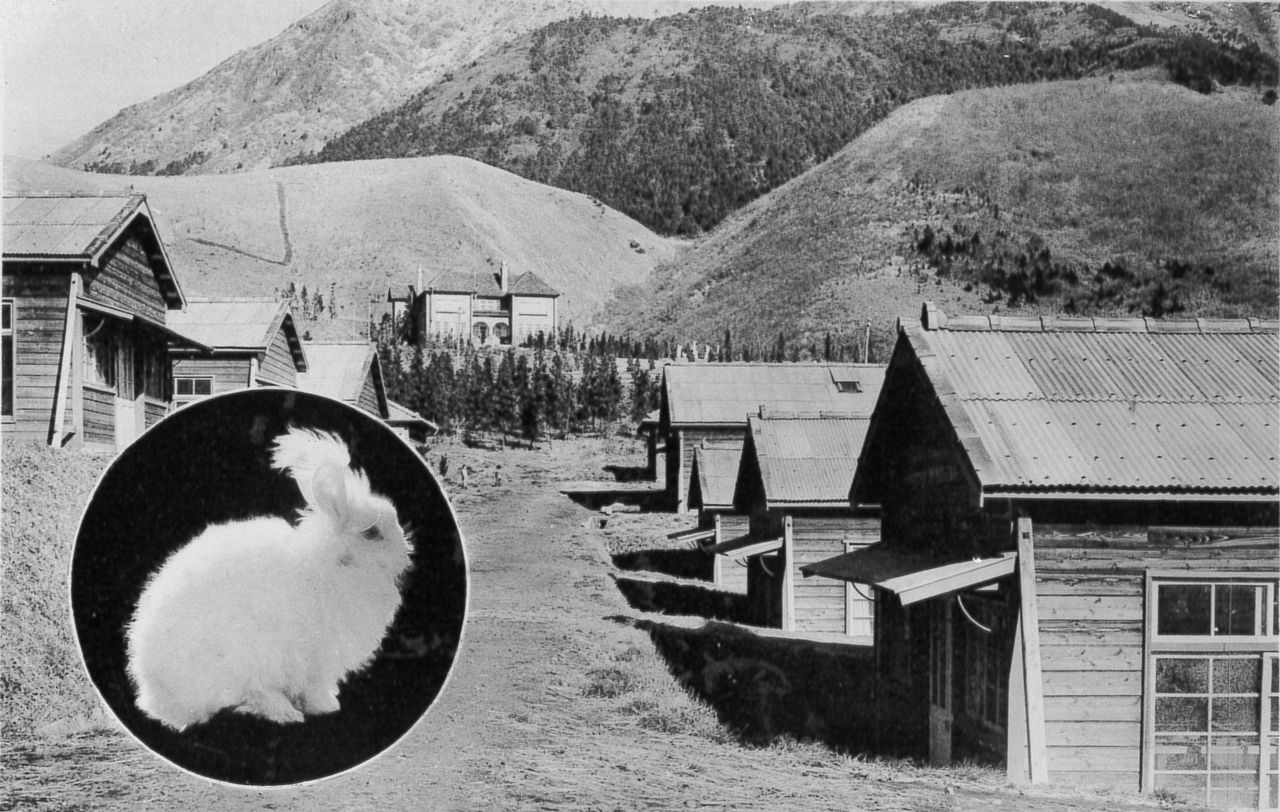
鐘紡別府種牧場 兎舎
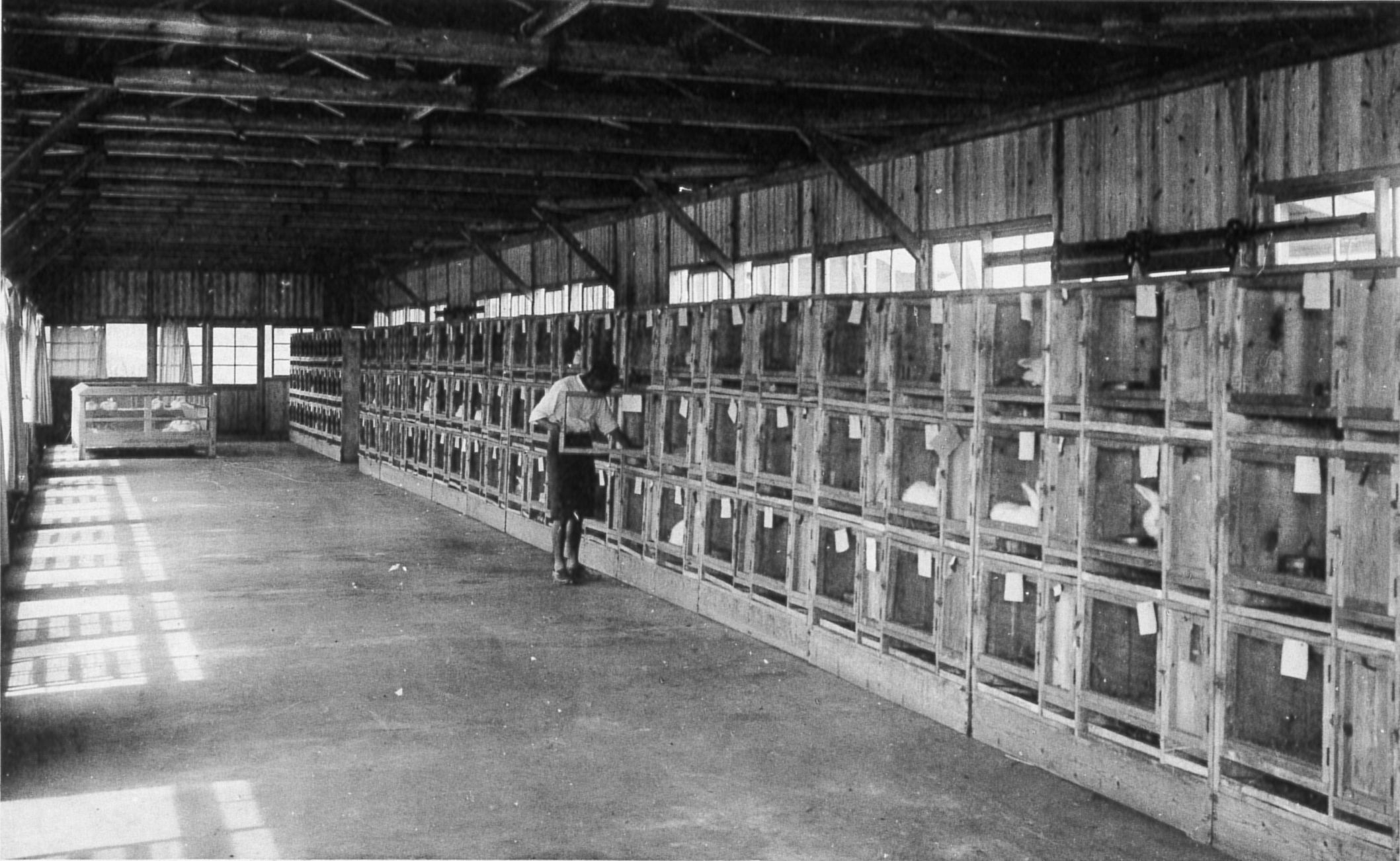
鐘紡別府種牧場 兎舎 箱飼い
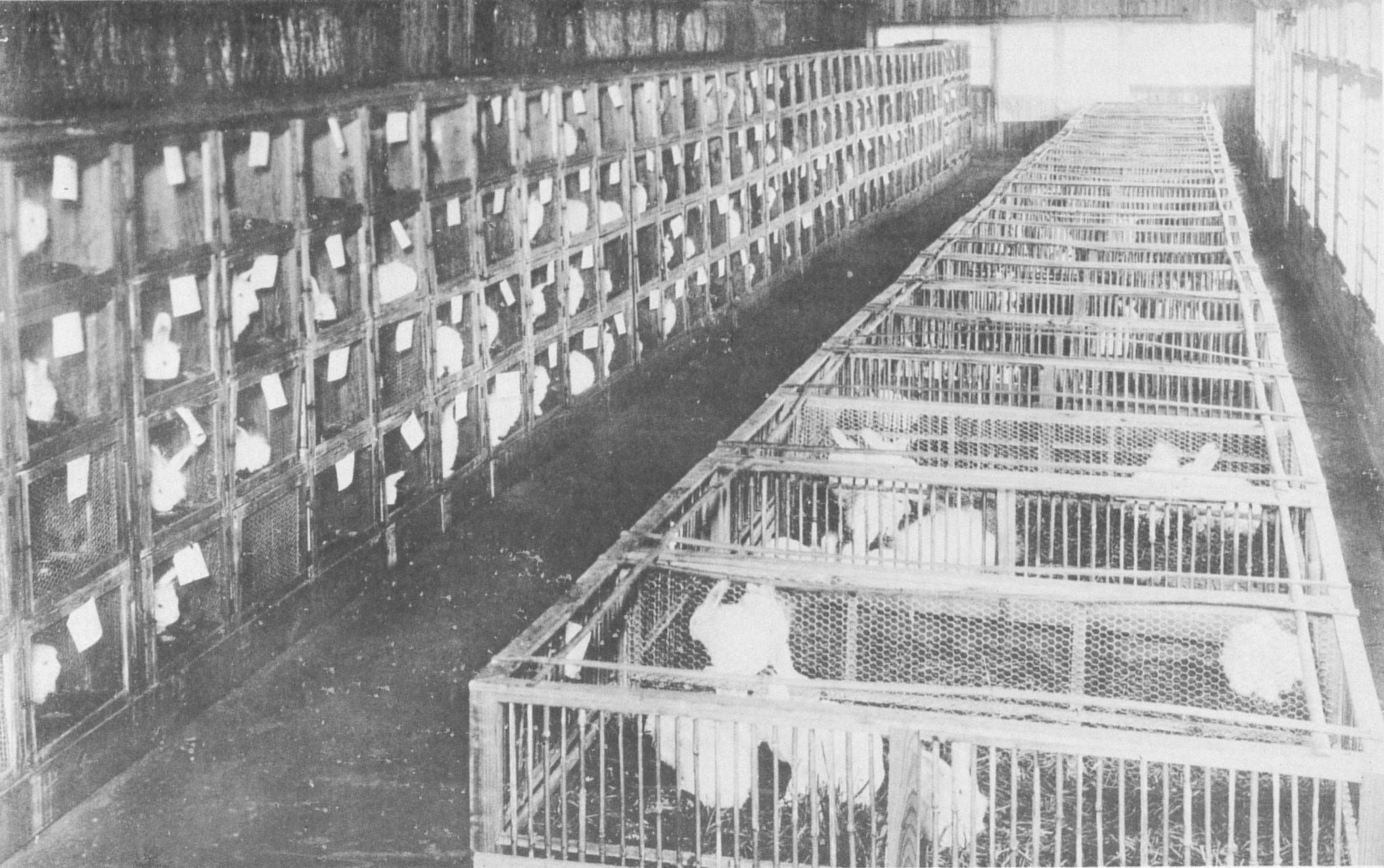
鐘紡別府種牧場 兎舎 集団飼育

1941年（昭和16年）に太平洋戦争が始まると、羊毛に代わる資材としてアンゴラ兎毛が海軍の目に留まり、海軍航空技術廠で比較試験が行われた。それによると羊毛製フェルトと比べて、「比重において四割強軽い」・「保温力は三割強良い」・「吸湿性においては羊毛よりやや劣る」・「強さは羊毛より二割強弱い」・「結論として、羊毛の代用として充分使用できるのみならず、幾多の特長を生かす時は航空機資材としては優秀なものである」と結論付けられ、アンゴラ兎毛で作られたフェルトが海軍の航空機資材として使われるようになる。
しかし戦争の激化と共に統制が厳しくなり、アンゴラ兎毛も生産者を無視した公定価格が定められたために養兎業者の生産意欲の低下を招き、軍需物資として飼育が奨励されながらも徐々に減産していった。終戦の年、1945年（昭和20年）の飼育数は約11万匹まで減少している。

#### 戦後

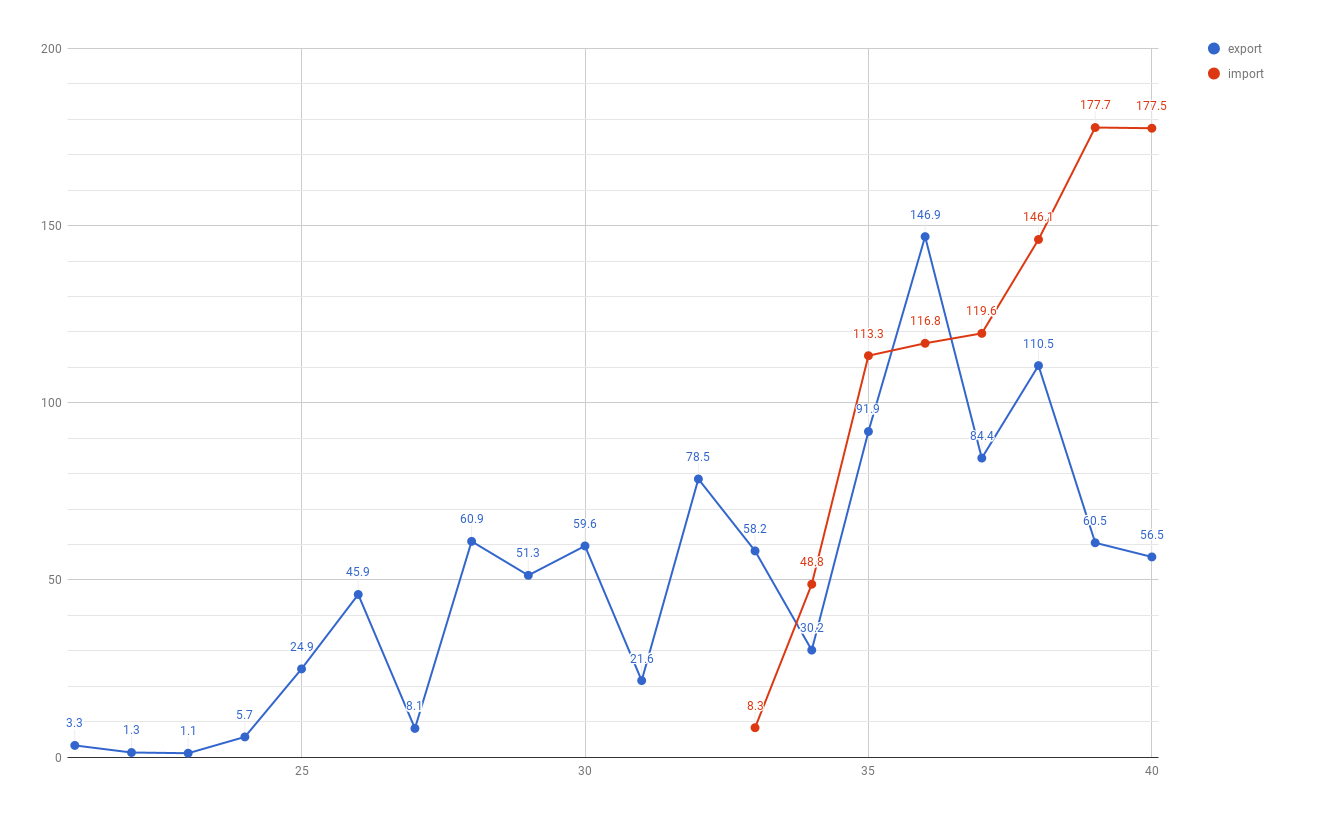
昭和21 - 40年 アンゴラ兎毛輸出入実績（単位：トン）日本貿易年表より

1946年（昭和21年）、アンゴラウサギの飼育数はさらに減少して約8万7000匹となっていた。戦後、食料にされたウサギも多かったといわれる。同年7月、食料支援の見返り物資の指定にアンゴラ兎毛が含まれていたため、連合軍総司令部の援助の元、アンゴラ兎毛の対米輸出が始まり外貨獲得に貢献することになる。戦後アメリカ国内ではアンゴラ兎毛の需要が拡大しており、年間50万ポンド、約226トンの輸出を希望していた。また、イギリスやフランスなどヨーロッパ各国への輸出も期待できる有望な産業として農林省、貿易庁などの援助も積極的だった。
1948年（昭和23年）には長野種畜牧場がアンゴラウサギの飼育、改良を開始。1950年（昭和25年）3月にはアンゴラウサギの飼育振興策として血液更新、品種改良を目的にカナダ系アンゴラ435匹が輸入された。また、同年アンゴラクラブによって改良目標と審査標準が作成されている。こうして採毛養兎が再び脚光を浴び、アンゴラウサギの飼育数も約32万匹まで回復した。そして、1951年（昭和26年）に日本独自のアンゴラウサギ「日本アンゴラ種」と命名されている。その後もアンゴラ兎毛の輸出は増えてゆき1961年（昭和36年）には戦後最大の146.9トンに達した。その一方、アンゴラ兎毛を使ったセーターなど加工製品の輸出も増加しており、国内の兎毛加工業界の需要を満たすために原料となるアンゴラ兎毛を輸入するようになっていた。昭和30年代には兎毛輸入量が輸出量を上回る年が多くなっている。
1965年（昭和40年）2月、日本アンゴラ種のさらなる改良を目指し、農林省によって改良目標と、統一登録基準、統一審査標準が作成された。しかし、昭和40年代には養兎業の盛んな中国やフランスなどに押されて兎毛輸出は減少しはじめており、以降、日本の採毛養兎は衰退の一途をたどる。そして、採毛養兎の衰退とともに、日本アンゴラ種も数を減らしていった。1975年（昭和50年）の兎毛輸出量は8.5トン、1978年（昭和53年）の飼育数は1万匹以下となり、長野県、岩手県[福島県などでそれぞれ約2000匹、その他、各地で小規模な飼育が行われるのみであった。このころの主な用途は実験動物用で、年間数千匹が実験に供された。アンゴラ兎毛の生産量は年間約2トンにまで落ち込んだ。

### 平成以降
採毛養兎衰退後も日本アンゴラ種の研究、改良を行っていた長野種畜牧場、現在の家畜改良センター茨城牧場長野支場の養兎施設において血統維持のために飼育が続けられていたが、種兎の需要減少により2006年（平成18年）度から凍結受精卵による血統維持に移行した。2007年（平成19年）にはウサギの種畜供給業務も終了したため、以降、飼育されていない。
1986年（昭和61年）に北海道紋別郡白滝村、現在の遠軽町白滝において地場産業振興策の柱の一つとして「アンゴラウサギ繁殖センター」が竣工し、アンゴラウサギ（品種不明）の飼育を始めている。1993年（平成5年）の論文「アンゴラ兎毛の物理的性質」の作成に北海道白滝村農業協同組合が協力していることから平成期まで飼育が続いていたことが確認できるが、2017年（平成29年）の時点で情報はなく、いつごろまで飼育されていたかは不明である。また、同論文によれば、1993年（平成5年）ごろのアンゴラ兎毛の輸入量は年間3000トンで、ほとんどは中国からの輸入となっている。
外貨獲得や国内産業の再興など、戦後日本の復興に貢献してきた日本アンゴラ種だが、飼育数の減少とともに忘れられ「幻のウサギ」と呼ばれるようになった。2017年（平成29年）の時点で日本アンゴラ種の飼育が確認されているのは、2004年（平成16年）に家畜改良センターから譲り受けた6匹を基に繁殖を行っている神戸市立六甲山牧場と、生体保存のリスク分散を目的として同牧場から譲渡された、淡路ファームパーク イングランドの丘、及び兵庫県立但馬牧場公園の3ヶ所のみである。

## 関連品種
大正から昭和にかけて、日本では種兎の輸入先によってアンゴラウサギの品種を分類をしていた。以下の分類と品種名は日本国内のもので、欧米の分類とは異なる。

### ローヤルアンゴラ種
イギリスから輸入されたアンゴラウサギ：英国種

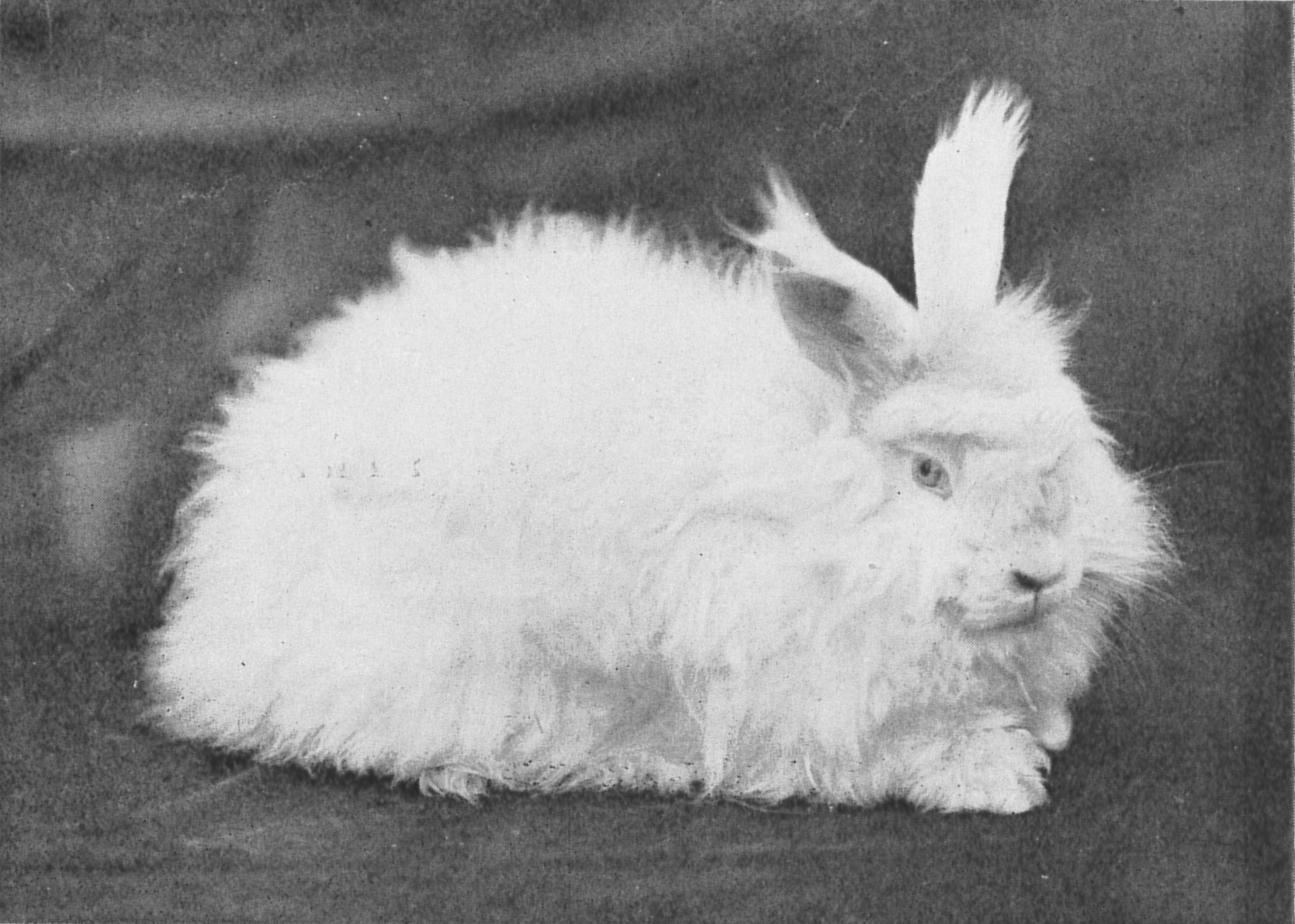
ローヤルアンゴラ種 雌

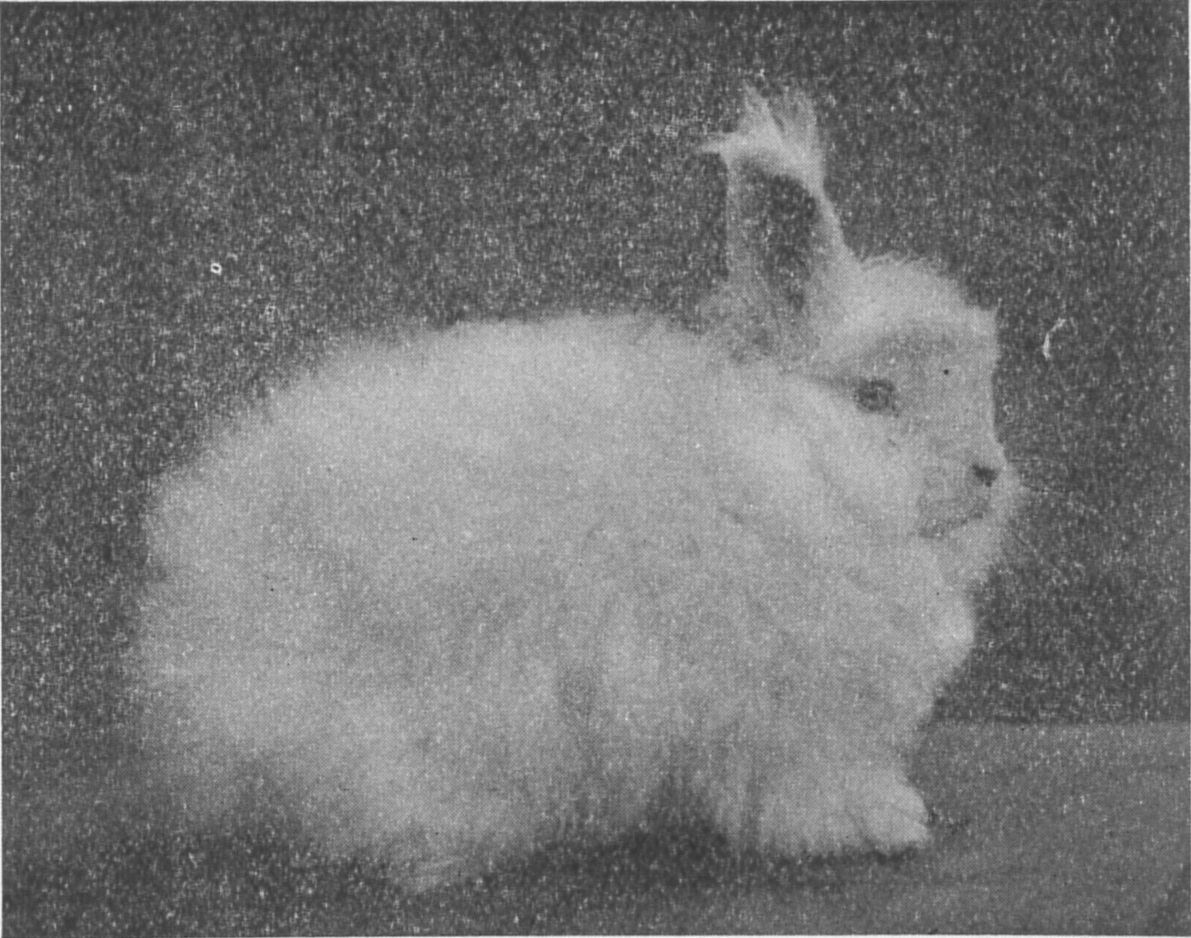
ローヤルアンゴラ種 若兎

第一次世界大戦後、フランス系アンゴラを基にイギリスで作られた品種。繊度約13マイクロメートルの紡績に適した繊細な被毛を持つが、フランス系アンゴラと比較すると小柄なため産毛量が少なく、体質が虚弱で繁殖力で劣った。戦前の日本では、国内の産毛の約8割を買い取っていた鐘紡が、ローヤルアンゴラ種の被毛を標準として買取価格を決めていたことから広く普及した。
特徴
- 体重は2.5キログラム前後
- 色は白い毛に赤い目のアルビノ
- 頭はほどよく小さく、顔は頬毛に富み、額毛も豊富で前方へ向けて束のように生える
- 耳は立ち耳、短小で薄く、先端の房毛が豊富
- 四肢は細くしなやかで弾力に富み、後肢の毛束が豊富
- 頸部の付きがしっかりとして短く、体躯は少し詰り気味で前躯が発達し、後躯も充実している
- 被毛は白色で光沢があり、繊維極めて繊細で手触りがよい
- 性質は極めて柔順

### フランス系アンゴラ
フランスから輸入されたアンゴラウサギ：仏国種

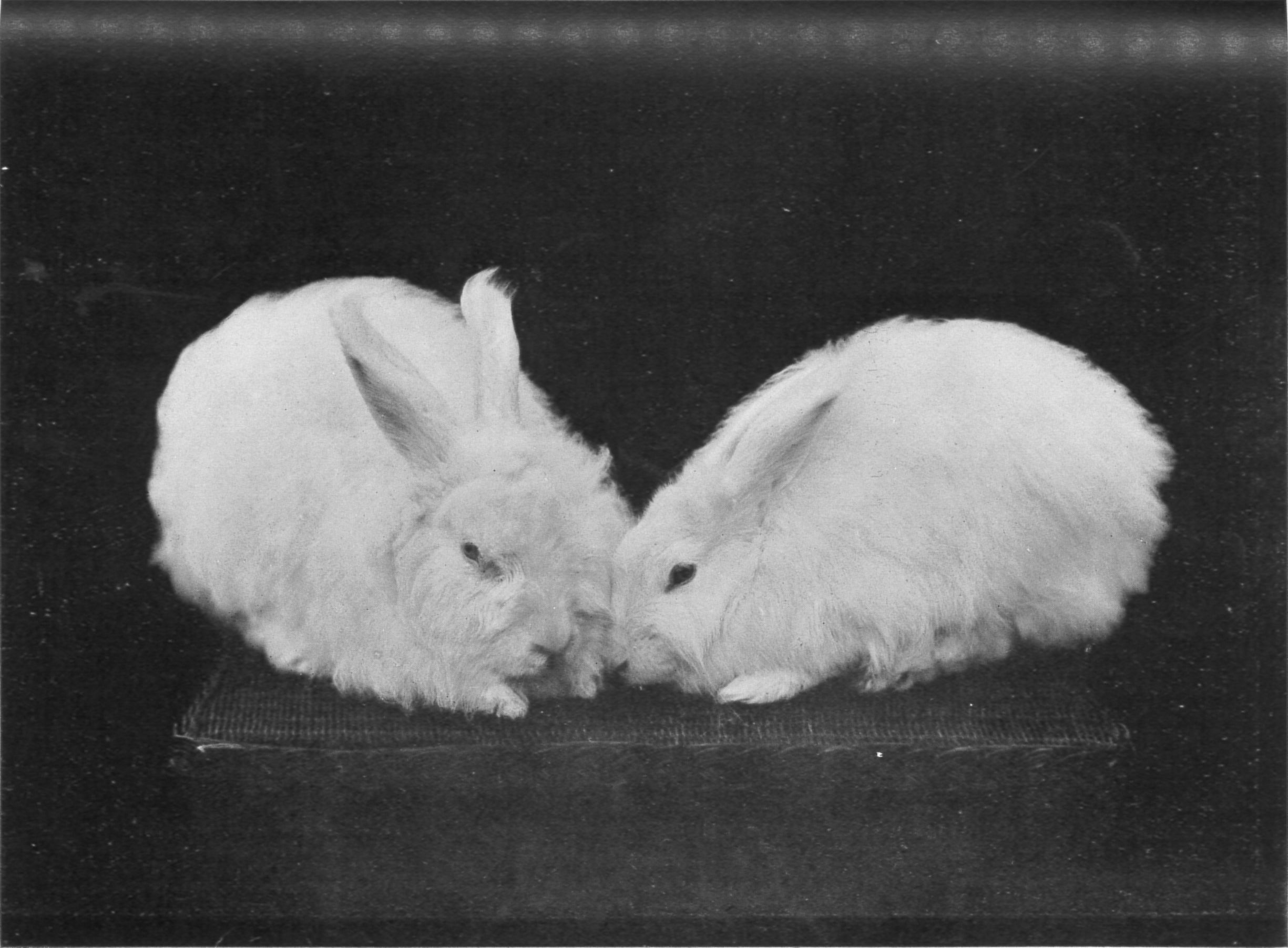
フランス系アンゴラ 雌雄

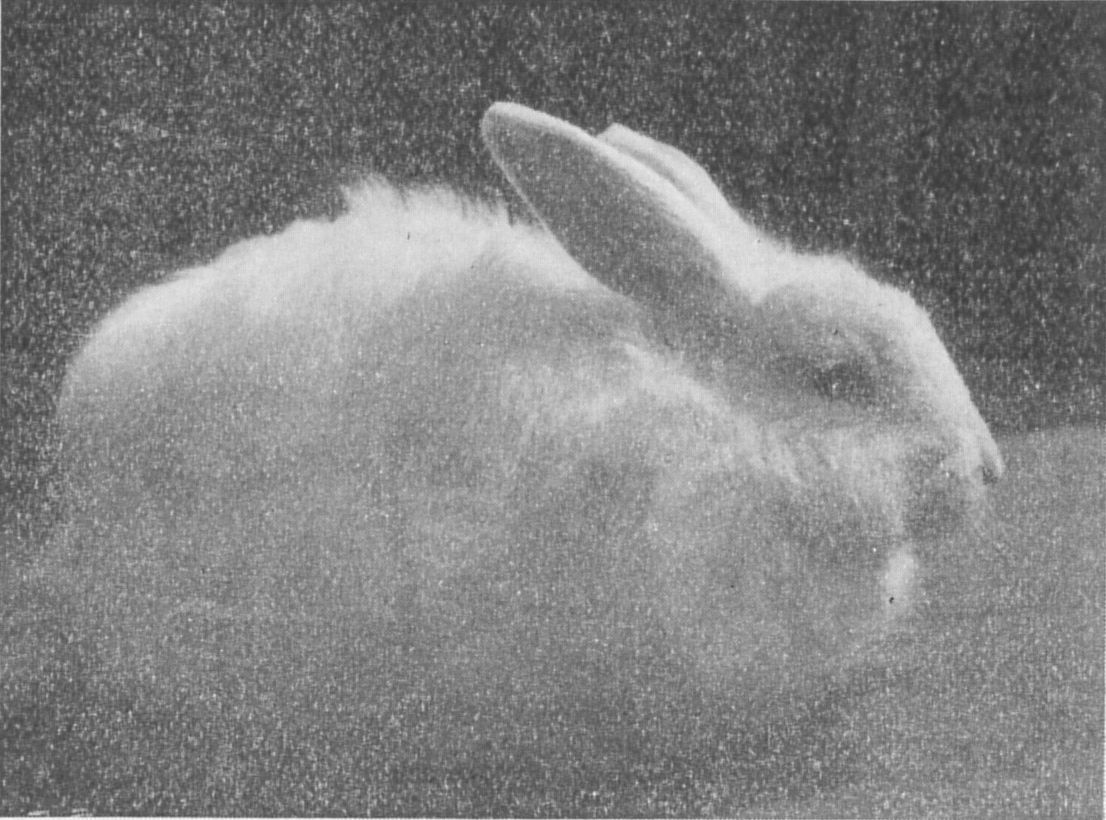
フランス系アンゴラ

フランスで農家の副業として飼育されていた品種。被毛は太めで縮れが少ないが弾力がある。体質頑強なため農家の副業としての飼育に適する。日本では前述のとおりローヤルアンゴラ種が普及したため広まらず、多くは品種改良に用いられた。
特徴
- 体重は3.5キログラム前後
- 色は白い毛に赤い目のアルビノ
- 頭は長くやや大きく、顔は額がなだらかで頬毛や顔毛は概して少ない
- 耳は立ち耳でやや大きく、厚く、幅が広い。房毛のあるものとないものがある
- 四肢は頑丈でしっかりしている
- 頸部はやや太く、短く、体躯長大で充実し深くかつ広い
- 被毛は白色で光沢があり、毛生が密で繊維は弾力がある
- 性質は柔順にして活発

### カナダ系アンゴラ
カナダから輸入されたアンゴラウサギ：加奈陀種

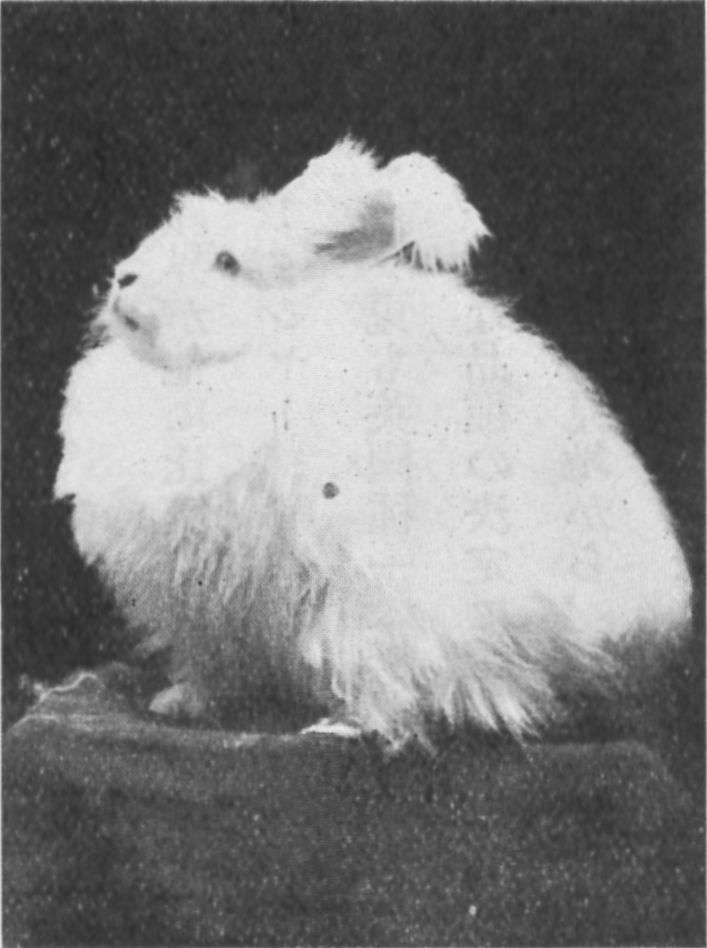
カナダ系アンゴラ（昭和10年）

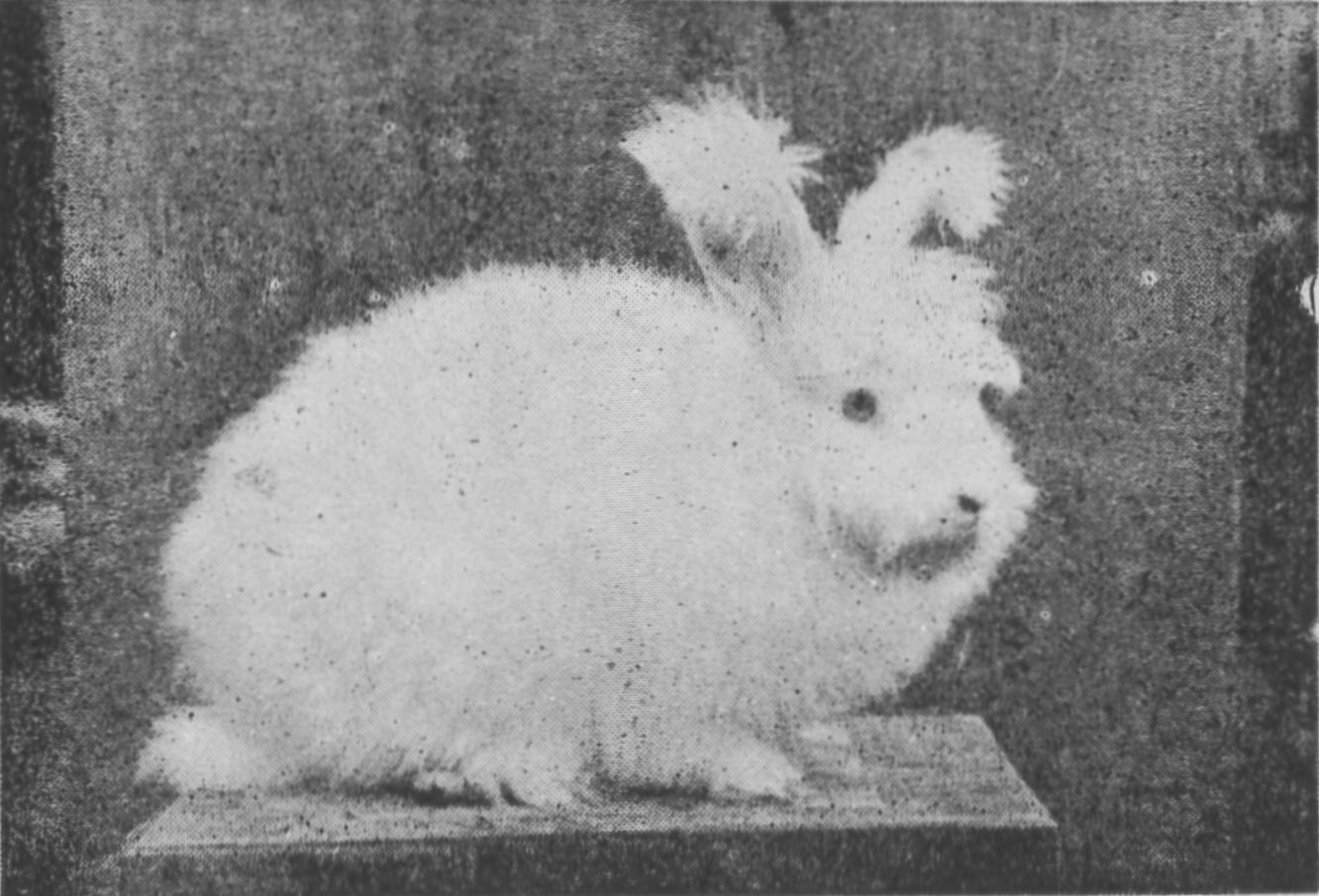
カナダ系アンゴラ（昭和24年）

カナダのフランス系移民が飼育していたフランス系アンゴラに、ローヤルアンゴラ種を交配して作られた品種。
ローヤルアンゴラ種に近い被毛を持ちながら大柄で産毛量が多かった。
1930年 - 1931年（昭和5年 - 6年）のアンゴラ狂乱期に数多く輸入された。また、戦後の1950年（昭和25年）に品種改良と血液更新を目的として輸入されている。
戦後の主な輸出先であったアメリカではローヤルアンゴラ種よりやや太めの毛の需要が大きかったため、輸出向けのアンゴラ兎毛の生産に適するとされた。
特徴
- 体重はローヤルアンゴラ種とフランス系アンゴラの中間
- 被毛はローヤルアンゴラ種よりやや太い
- 玉石混淆で個体差が大きかった

### アメリカ系アンゴラ
アメリカから輸入されたアンゴラウサギ：米国種
カナダ系アンゴラと同じく、1930年 - 1931年（昭和5年 - 6年）のアンゴラ狂乱期に輸入された。輸入数はフランス系アンゴラ、カナダ系アンゴラよりさらに少ない。
シアトル付近のウサギはカナダ系アンゴラの影響が大きく、南へゆくほどローヤルアンゴラ種に近い特徴を持っていた。
特徴
- 体重は2.7キログラム以上
- 被毛の色は白、黒、藍、および朽葉色の4種類、目の色は被毛が白色のものは赤、その他のものは体毛と同じ色が良いとされた
- 頭と耳は綿毛に覆われ、耳は短く、先端に房毛がある
- 体長は短く引き締まり、大きな毛玉のような外観
- 体は綿毛に覆われ、胸部が充実して体は円形
- 四肢と尾も綿毛で覆われ、脚の毛は縁飾りのように垂れている
- 被毛の長さは9 - 15センチメートル

### ドイツ系アンゴラ
ドイツで品種改良されたアンゴラウサギ。
ドイツでは単に「アンゴラ」と呼ばれ、ドイツのウサギ協会、ドイツウサギ繁殖中央協会（ZDRK）で管理されている。また、古く絶滅の恐れのある家畜の保護団体（GEH）の絶滅の恐れのある家畜の品種リストに登録されて保護の対象となっている。
アメリカでは「ジャーマンアンゴラ」と呼ばれ、インターナショナル・アソシエーション・オブ・ジャーマン・アンゴラ・ラビット・ブリーダーズ（IAGARB）で品種標準が維持されている。
中国では1927年ごろからフランス系アンゴラを飼育していたが、1986年ごろからドイツ系アンゴラに切り替えられた。
日本では1979年（昭和54年）に岩手県で行われた産毛量調査で、日本アンゴラ種との比較に使われた記録がある。
1986年（昭和61年）には、閉鎖群で飼育されて近交係数の高まった日本アンゴラ種の集団を維持するため、家畜改良センターが西ドイツから雄5匹、雌5匹の種兎を導入している。
特徴（2018年）
- 体重は標準3.5キログラム、最小2.5キログラム、最大5.25キログラム
- 年4回の採毛で年間産毛量1000グラム以上、優秀な個体は2000グラムに達する
- 色は白い毛に赤い目のアルビノが大半を占めるが、他の色のウサギも存在する
- 耳の房毛とよく目立つ頬毛を持つ